# Косерич (община)
Община Косерич (на сръбски: Општина Косјерић) е част от Златиборски окръг, Сърбия. Заема площ от 359 км2. Административен център е град Косерич.

## География
Общината се намира в северната част на Златиборски окръг.

## Население
Населението на общината възлиза на 14 001 жители(2002).
Етнически състав:
- сърби-13 811 (98,64%) жители
- черногорци-50 (0,36%) жители
- югославяни-14 (0,10%) жители
- други-8 (0,06%) жители
- недекларирали-118 (0,84%) жители

## Населени места
| - Белоперица - Брайковичи - Варда - Галовичи - Годечево - Годлево - Горна Полошница - Долна Полошница - Дреновци | - Дубница - Косерич - Косерич (село) - Маковище - Мионица - Мърчичи - Мушичи - Паламун - Радановци | - Росичи - Руда буква - Сеча река - Скакавци - Стоичи - Субел - Тубичи - Цикоте - Шевърлуге |